# Coptodera
Coptodera is een geslacht van kevers uit de familie van de loopkevers (Carabidae). De wetenschappelijke naam van het geslacht is voor het eerst geldig gepubliceerd in 1825 door Dejean.

## Soorten
Het geslacht Coptodera omvat de volgende soorten:
- Coptodera acutipennis (Buquet, 1834)
- Coptodera aeneorufa Bates, 1869
- Coptodera aerata Dejean, 1825
- Coptodera alluaudi (Jeannel, 1949)
- Coptodera amoenula Boheman, 1848
- Coptodera andrewesi Jedlicka, 1934
- Coptodera apicalis Shpeley & Ball, 1993
- Coptodera aurata Chavrolat, 1835
- Coptodera australis Chaudoir, 1869
- Coptodera banjaranensis Kirschenhofer, 2012
- Coptodera basilewskyi (Hansen, 1968)
- Coptodera baumi Jedlicka, 1955
- Coptodera bifasciata Putzeys, 1845
- Coptodera braziliensis Shpeley & Ball, 1993
- Coptodera brunnea Shpeley & Ball, 1993
- Coptodera catalai (Jeannel, 1949)
- Coptodera cechovsky Kirschenhofer, 2010
- Coptodera chalcites Bates, 1869
- Coptodera championi Bates, 1883
- Coptodera chaudoiri Andrewes, 1919
- Coptodera confusa (Hansen, 1968)
- Coptodera congoana Burgeon, 1937
- Coptodera congoensis Burgeon, 1937
- Coptodera consobrina (Hansen, 1968)
- Coptodera cupreotincta Bates, 1869
- Coptodera cyanella Bates, 1869
- Coptodera dromioides (Bates, 1869)
- Coptodera elongata Putzeys, 1845
- Coptodera eluta Andrewes, 1923
- Coptodera emarginata Dejean, 1825
- Coptodera equestris Boheman, 1848
- Coptodera erwini Shpeley & Ball, 1993
- Coptodera esakii Nakane, 1956
- Coptodera farai Jedlicka, 1963
- Coptodera fasciata Boheman, 1848
- Coptodera fasciolata (W.J.Macleay, 1887)
- Coptodera festiva Dejean, 1825
- Coptodera flavipes Louwerens, 1953
- Coptodera flexuosa Schmidt-Gobel, 1846
- Coptodera foveolata Shpeley & Ball, 1993
- Coptodera fulminans (Bates, 1869)
- Coptodera grossa Darlington, 1968
- Coptodera hieroglyphica Reiche, 1882
- Coptodera hova Alluaud, 1936
- Coptodera immaculata (Mateu, 1970)
- Coptodera impicta Chaudoir, 1876
- Coptodera indica (Kirschenhofer, 2010)
- Coptodera interrupta Schmidt-Gobel, 1846
- Coptodera intrusa Hansen, 1968
- Coptodera japonica Bates, 1883
- Coptodera johorensis Kirschenhofer, 2010
- Coptodera kelabitensis Kirschenhofer, 2012
- Coptodera laticollis (Laferte-Senectere, 1849)
- Coptodera legorskyi Kirschenhofer, 2012
- Coptodera levrati (Montrouzier, 1864)
- Coptodera lineata (Bates, 1883)
- Coptodera lineatocollis Burgeon, 1937
- Coptodera lineolata Bates, 1869
- Coptodera luzonensis Jedlicka, 1934
- Coptodera maculosa Kirschenhofer, 2012
- Coptodera marginata Dupuis, 1912
- Coptodera mastersii (W.J.Macleay, 1871)
- Coptodera maynei Burgeon, 1937
- Coptodera megalops Bates, 1869
- Coptodera mersingensis Kirschenhofer, 2010
- Coptodera nigrosignata (Reiche, 1843)
- Coptodera nigroviridis Shpeley & Ball, 1993
- Coptodera nitidula (Buquet, 1834)
- Coptodera nobilis Jedlicka, 1963
- Coptodera ocellata Chaudoir, 1869
- Coptodera ornatipennis Louwerens, 1962
- Coptodera osakana Nakane, Ohkura & Ueno, 1955
- Coptodera ovipennis Louwerens, 1956
- Coptodera oxyptera Chaudoir, 1869
- Coptodera pakitza Shpeley & Ball, 1993
- Coptodera papuella Darlington, 1968
- Coptodera perakensis Kirschenhofer, 2012
- Coptodera phuongensis Kirschenhofer, 1994
- Coptodera picea Dejean, 1826
- Coptodera picta Chaudoir, 1869
- Coptodera poecila Bates, 1883
- Coptodera proksi Jedlicka, 1963
- Coptodera relucens Bates, 1869
- Coptodera rufescens Buquet, 1835
- Coptodera rugiceps (Murray, 1857)
- Coptodera sahlbergi Chaudoir, 1869
- Coptodera sallei Shpeley & Ball, 1993
- Coptodera sapaensis Kirschenhofer, 1994
- Coptodera schaumi Chaudoir, 1861
- Coptodera sexguttata Horvatovich, 1976
- Coptodera seyrigi Alluaud, 1936
- Coptodera shimianensis Kirschenhofer, 2012
- Coptodera sigillata Shpeley & Ball, 1993
- Coptodera squiresi (Chaudoir, 1869)
- Coptodera stockwelli Shpeley & Ball, 1993
- Coptodera subapicalis Putzeys, 1877
- Coptodera subapicaloides Jedlicka, 1956
- Coptodera subcostata Louwerens, 1952
- Coptodera taiwana (Nakane, 1956)
- Coptodera tetrastigma Chaudoir, 1869
- Coptodera teutonica Shpeley & Ball, 1993
- Coptodera transversa (Reiche, 1843)
- Coptodera triloba (Fabricius, 1801)
- Coptodera tripartita Chaudoir, 1869
- Coptodera tripunctata Shpeley & Ball, 1993
- Coptodera umbrina (Fairmaire, 1899)
- Coptodera undulata Perty, 1830
- Coptodera uttaranchalensis Kirschenhofer, 2012
- Coptodera versicolor Bates, 1869
- Coptodera viridana Jedlicka, 1935
- Coptodera viridis Shpeley & Ball, 1993
- Coptodera wau Darlington, 1968
- Coptodera waytkowskii Liebke, 1951
- Coptodera xanthopleura Bates, 1891